# Giessen (Brabant-Septentrional)
Pour les articles homonymes, voir Giessen.
Giessen est un village situé dans la commune néerlandaise d'Altena, dans la province du Brabant-Septentrional. Le 1er janvier 2011, le village comptait 1 525 habitants.
Le village est situé sur la rive gauche de l'Afgedamde Maas.
Giessen a été une commune indépendante jusqu'au 1er janvier 1973, date à laquelle elle a été rattachée à Woudrichem.

## Personnalités
- Carola Schouten (1977), ministre (passé son enfance à Giessen).